# A curiosidade matou o gato

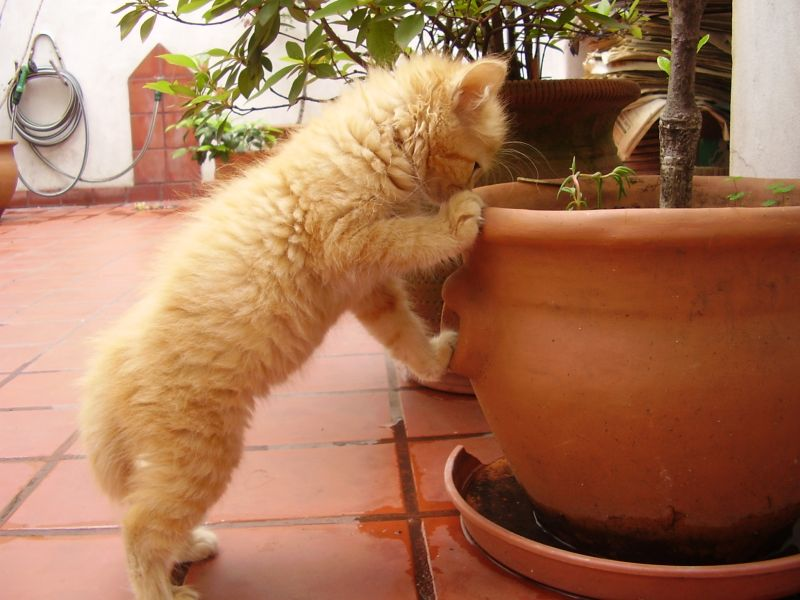
Um gato curioso

A curiosidade matou o gato é um ditado popular usado para alertar uma pessoa de que um mal pode ocorrer se ela for muito curiosa.
A forma original do ditado, hoje pouco usada, era "A preocupação matou o gato". No caso, a "preocupação" era no sentido de ficar preocupado/aflito mesmo, ou no sentido de ficar triste.
Uma continuação pouco conhecida para "a curiosidade matou o gato" é "mas a satisfação ressuscitou", no sentido de que a satisfação em descobrir a verdade compensa os problemas decorridos de ser curioso. A parte da ressurreição talvez se refira às várias vidas dos gatos.